# Фалмут (Мэн)
Фалмут (англ. Falmouth) — город в округе Камберленд, в штате Мэн, США. По подсчетам бюро переписи населения в 2000 году население города составляло 10 310 человек.

## География
Согласно бюро переписи населения США, общая площадь города — 96,9 км², из которых: 76,7 км² — земля и 20,2 км² (20,85 %) — вода. Омывается водами залива Каско (часть залива Мэн).